# شارل الخامس، دوق لورين
شارل الخامس (3 أبريل 1643 - 18 أبريل 1690) كان دوق لورين، وأيضا قاتل ضد العثمانيين ومع هابسبورغ، وأيضا كان واحداً من المشاركين في الحرب العثمانية العظمى، وأيضا حاول مرتين ترشيح لـ لقب ملك بولندا ولكن دون جدوى.
شارل هو جد فرانز الأول، إمبراطور روماني مقدس.

## روابط خارجية
- شارل الخامس، دوق لورين على موقع الموسوعة البريطانية (الإنجليزية)